# M. Bison
Pour les articles homonymes, voir Bison (homonymie).
M. Bison, surnommé Dictator (Dictateur) en tournoi (du fait de l'inversion des noms des personnages lors de l'exportation du deuxième opus de la franchise en 1991) et Vega (Bega) au Japon, est l'un des personnages et antagonistes principaux issus de la franchise Street Fighter, éditée par Capcom. Boss final des opus 2, alpha 3 et 5, il exploite à mauvais escient les pouvoirs extraordinaires de télékinésie dont il est doté.

## Biographie fictive
D'après sa biographie officielle, il est né le 17 avril d'une année inconnue. Il mesure 182 cm et pèse 80 kg dans Street Fighter II, 96 kg dans Street Fighter Alpha: Warriors' Dreams, et 112 kg dans Street Fighter IV. C'est un homme massif en uniforme militaire rouge (bien que la couleur de son uniforme change selon les versions du personnage sélectionnées, le rouge, le vert, le bleu et le noir revenant fréquemment) avec casquette, cape et épaulettes. Ses yeux blancs sans pupille et son visage sont fréquemment tendus dans un rictus.
Il est à la tête de l'organisation criminelle Shadaloo (parfois dénommée Shadoloo, ou encore Shadow Law, selon les traductions) qu'il dirige depuis une base secrète en Thaïlande, et est le meurtrier du père de Chun-Li. Son style de combat unique est tiré de ses pouvoirs, dénommés Psycho Power, pouvoirs lui permettant de se téléporter, de léviter ou d'envelopper son corps de flammes. Nul ne sait d'où il tire une telle énergie, mais les scientifiques de son organisation ont développé un engin massif nommé Psycho Drive, qui lui permet de canaliser et transférer à souhait l'énergie du Psycho Power de son corps vers un autre. Cela a un jour fini par faire trop pour un seul homme.
D'après la storyline de Capcom, le Psycho Drive et Bison ont été détruits par Charlie Nash, aidé de Guile et Chun-Li à la fin des événements de Street Fighter Alpha 3. Bison a finalement survécu, d'une façon inconnue (le clonage précédant un transfert de Psycho Power étant la piste principale), et son corps fut reconstruit artificiellement. C'est d'ailleurs lui qui organise le tournoi Street Fighter II, défiant à nouveau ses anciens adversaires. Il a toutefois beaucoup perdu en puissance et en masse musculaire, ce qui explique la différence de poids et de carrure de Bison entre les événements de Street Fighter Alpha et Street FIghter II.
Toujours selon la storyline, M. Bison est mort à la fin de Street Fighter II, tué par Akuma (après que Guile l'eut épargné). Cependant, dans Street Fighter IV, les scientifiques de Shadaloo l'ont doté d'un nouveau corps, le troisième qu'il incarnera.
Le personnage est absent des premier et troisième opus, mais, en tant qu'antagoniste principal de la franchise, est présent dans les quatrième, cinquième et sixième opus de la série principale, ainsi que dans la grande majorité des séries annexes.

## Apparitions

### Dans les jeux vidéo

#### Dans la série originale
- Street Fighter II (1991) et dérivés (il est présent dans chacune des versions du titre)
- Street Fighter: The Movie (1995)
- Street Fighter Alpha (1995)
- Street Fighter Alpha 2 (1996)
- Street Fighter EX (1996)
- Street Fighter EX 2 (1998)
- Street Fighter Alpha 3 (1998)
- Street Fighter EX 3 (2000)
- Street Fighter IV (2009)
- Street Fighter V (2016)
- Street Fighter 6 (2023)

#### Dans lesCrossover
- X-Men vs. Street Fighter (1996)
- Marvel Super Heroes vs. Street Fighter (1997)
- SNK vs. Capcom: Card Fighter's Clash (1999)
- SNK vs. Capcom: The Match of the Millennium (1999) - personnage caché
- Capcom vs. SNK: Millennium Fight 2000 (2000)
- Marvel vs. Capcom 2: New Age of Heroes (2000) - personnage caché
- Capcom vs. SNK: Millennium Fight 2000 Pro (2001)
- Capcom vs. SNK 2 (2001)
- SNK vs. Capcom: Card Fighters 2 Expand Edition (2001)
- SNK vs. Capcom: SVC Chaos (2003)
- Capcom Fighting Jam (2004)
- Namco x Capcom (2005)
- Street Fighter x Tekken (2012)
- Summoners war (2020)

### Apparitions dans d'autres médias

#### Au cinéma
- Dans le film Future Cops (1993), qui reprend de façon parodique les personnages de Street Fighter II, le personnage du général est inspiré de Bison. C'est Ken Lo qui incarne le premier le personnage.
- Le premier film live-action officiel, Street Fighter - L'ultime combat, sort l'année suivante. M. Bison y est joué par Raúl Juliá - qui décédera peu avant la fin du montage et la sortie du film.
- En 2009, Neal McDonough reprend le rôle au cinéma dans le film Street Fighter: Legend of Chun-Li , centré sur le personnage de Chun-Li. Il n'y arbore cependant jamais l'emblématique uniforme rouge de son personnage, se contentant d'un simple costume standard.
- En 2012, M. Bison fait une apparition clin d’œil dans le film d'animation Les Mondes de Ralph (Wreck-It Ralph), en tant que membre des méchants anonymes aux côtés de Zangief, pourtant non-affilié à Shadaloo ni dépeint comme un antagoniste (mis à part dans le film de 1994) dans la série officielle.
- En 2026, un nouveau long-métrage Street Fighter est prévu, avec l'acteur David Dastmalchian selectionné pour reprendre le rôle de Bison. Il y croisera notamment les catcheurs américains Cody Rhodes et Roman Reigns, incarnant respectivement Guile et Akuma.

#### Au cinéma d'animation
- En 1994, le personnage apparaît dans le film d'animation Street Fighter II, le film, doublé par Jōji Nakata et Tom Wyner.
- L'année suivante, il réapparaît dans la série d'animation Street Fighter 2 V (ストリートファイターII V) doublé en anglais par Tom Wyner. Il est également présent dans la série suivante, Street Fighter.

#### Dans des courts métrages
- Deux ans après Legend of Chun-Li, l'acteur porto-ricain Ramon Antonio reprend le rôle dans le court-métrage Balrog : Behind the Glory, qui revoit le boxeur noir américain rejoindre Shadaloo. L'acteur porte une cape, l'emblématique casquette du dictateur et des lentilles imitant les yeux blancs du personnage, mais ne porte pas non-plus l'uniforme rouge.
- En 2014, parait le court-métrage Matador, qui relate quant à lui l'enfance de Vega, le toréro espagnol. Sous les traits de l'acteur David Reinprecht, Bison apparaît pour la première fois dans son uniforme rouge habituel depuis Raul Julia en 1994, Neal McDonough ne l'ayant jamais porté dans Legend of Chun-Li.
- Le rôle est repris en 2016 par Silvio Simac  dans la série de courts métrages Street Fighter : Resurrection, dans laquelle il supervise l'évolution de son agente des Shadaloo Dolls, Decapre (Katrina Durden), aux prises avec la nouvelle venue Laura Matsuda (Natasha Hopkins) et un Charlie Nash (Alain Moussi) mystérieusement ressuscité. Ces trois personnages sont représentés pour la première fois à l'écran en prises de vue réelles.

- L'année suivante, c'est Kevin Porter  qui incarne à son tour le dictateur dans Power Rangers Legacy Wars - Street Fighter Showdown, un crossover entre Street Fighter et les Power Rangers. Bison y est ressuscité par Rita Repulsa, l'antagoniste principale de cette franchise, et l'aide en retour à vaincre les Power Rangers, qui, en retour, font appel à Ryu et Chun-Li pour reprendre le contrôle.

#### Dans des parodies
- En 2012, Alexandre Astier reprend le rôle dans un sketch du Golden Show : Confessions Fighters (parodie de Confessions intimes avec des personnages du jeu). Il incarne alors un psychologue venu arranger les problèmes de couple de Ryu et Chun-Li.

## Attaques
L'attaque la plus mémorable de Bison est le Psycho Crusher (où il traverse l'écran dans un tourbillon d'énergie). La puissance de cette attaque a crû au fur et à mesure des jeux. S'il était encore possible de l'éviter auparavant, dans Street Fighter Alpha 3 le combo occupe toute la largeur de l'écran et inflige des dégâts considérables. Impossible à esquiver, la seule alternative est d'avoir le réflexe de parer, ce qui limite la casse. Pour expliquer la différence de puissance dans Street Fighter II (dont la série des Street Fighter Alpha est la préquelle), Capcom indique que les pertes du Psycho Drive et de son corps initial ont fortement diminué les capacités de Bison.

### Coups spéciaux
- Psycho Shot : Bison concentre son Psycho Power et émet un projectile d'énergie, qu'il envoie à l'adversaire.
- Knee Scissors : un saut périlleux inversé (d'arrière en avant), dans lequel les deux pieds de Bison sont envoyés l'un après l'autre dans la tête de l'adversaire.
- Head Press : Bison s'élève en l'air, et plonge ses deux jambes jointes sur le crâne de l'adversaire, prenant ainsi l'impulsion pour un saut périlleux qui lui permet de retomber au sol, ou de faire un
- Somersault Skull Diver : Bison se jette sur l'adversaire, mains les premières, après le saut périlleux du Head Press.
- Bison Warp : téléportation de Bison d'un bout à l'autre du cercle de combat.

### Super attaques
- Psycho Cannon : Bison concentre un projectile massif de Psycho Power d'une main, et l'expédie de l'autre dans la tête de son adversaire.
- Double Knee Press : Super initial de Bison, le Double Knee Press est un double Scissors Kick suivi d'un des tacles glissés dont il a le secret.
- Knee Press Nightmare : Bison exécute un Double Knee Press, puis loge immédiatement une volée de coups de pied mid-air dans la tête de son adversaire.
- Psycho Crusher : Bison part en arrière, puis lâche les brides du Psycho Power dans un tourbillon d'énergie ou il traverse l'écran et fond sur son adversaire.
- Nightmare Booster - Bison lâche les rênes et envoie un Quadruple Knee Press, suivi d'un Psycho Crusher et d'un Head Stomp.
- Psycho Punisher : l'adversaire est mené en l'air, où Bison lui fait subir une décharge intempestive de Psycho Power.

## Rivaux et alliés
Balrog, Vega, Sagat, Enero, Février, März, Aprile, Satsuki, Juni, Juli, Santamu, Xiayu, Jianyu, Noembelu, Decapre sont ses alliés.
Charlie Nash, Chun-Li, Guile, Ryu, Ken Masters, Thunder Hawk, Akuma, Seth, Rose, Cammy White, Ingrid et Juri Han sont ses rivaux.